# Wigen Nazarian
Wigen Gagiki Nazarian (orm. Վիգեն Գագիկի Նազարյան; ur. 23 grudnia 2003) – ormiański zapaśnik walczący w stylu wolnym. 
Zajął ósme miejsce na mistrzostwach Europy w 2023. Trzeci na ME U-23 w 2025. Mistrz świata juniorów w 2022, drugi w 2023. Wicemistrz Europy juniorów w 2023 i trzeci w 2022. Trzeci na MŚ kadetów w 2019 i drugi na ME w tym samym roku.